# Vakhtang Iagorashvili
Vakhtang "Vaho" Iagorashvili (Tbilisi, 5 de abril de 1964) é um pentatleta soviético, naturalizado estadunidense medalhista olímpico e campeão pan-americano. 

## Carreira
Vakhtang Iagorashvili representou a URSS nos Jogos Olímpicos de 1988, a Geórgia em 1996, e os EUA em 2004, na qual conquistou a medalha de bronze, no individual, em 1988. 